# 大場幸夫
大場 幸夫（おおば さちお、1936年11月30日 - 2011年5月13日）は、日本の保育学者。

## 人物・来歴
茨城県水戸市生まれ。父は大場千秋、兄は大場牧夫。茨城大学文理学部心理学科卒業。東京都立大学大学院修士課程修了。東京都立伊豆長岡児童福祉園（伊豆長岡学園）心理判定員、栃木県立保育専門学院専任講師、東京家政大学助教授、1976年大妻女子大学家政学部助教授、教授、2008年より学長を務めた。学長在任中の2011年5月13日、胃癌のため死去。日本ジャーナリスト会議会員。

## 著書
- 『こどもの傍らに在ることの意味 保育臨床論考』萌文書林, 2007.2
- 『保育臨床論特講 大場幸夫遺稿講義録』久富陽子 編集委員代表. 萌文書林, 2012.5
- 『大場幸夫が考えていた保育の原点』大場富子 監修. 創成社, 2012.5

### 共編著・監修
- 『子どもにとって園生活とはなにか 問題行動をめぐって』佐治守夫共編著. フレーベル館, 1974
- 『教育心理学』 (保育講座) 大場幸夫 [ほか]著. 医歯薬出版, 1978.11
- 『青年心理学』 (保育講座) 三角同、澤文治共著. 医歯薬出版, 1978.2
- 『障害児保育』 (保育講座) 柴崎正行共編. ミネルヴァ書房, 1990.3
- 『保育内容環境』 (保育講座) 柴崎正行共編. ミネルヴァ書房, 1990.3
- 『環境 身近な環境とのかかわりに関する領域 新・幼稚園教育要領』 (新・保育内容研究シリーズ) 編著. ひかりのくに, 1990.7
- 『保育原理 新訂』大場幸夫 他著. 教育出版, 1992.4
- 『保育臨床心理学』 (保育講座) 山崖俊子共編. ミネルヴァ書房, 1993.1
- 『保育実習』 (保育講座) 大塚兼司共編. ミネルヴァ書房, 1994.3
- 『保育心理学』全2巻 (新現代幼児教育シリーズ)前原寛共編著. 東京書籍, 1995.3
- 『新しい保育ニーズと保育所 特別保育事業等の展開と課題』 (保育研究)編著. 建帛社, 1995.3
- 大場牧夫『表現原論 幼児の「あらわし」と領域「表現」 フィールドノートからの試論』 (新保育内容シリーズ)編 萌文書林, 1996.8
- 『保育原理の探究』編著. 相川書房, 1997.3
- 『外国人の子どもの保育 親たちの要望と保育者の対応の実態』中田カヨ子,民秋言,久富陽子共著. 萌文書林, 1998.6
- 『保育者が出会う発達問題 育ちと育ての日々』 (21世紀保育ブックス) 前原寛共著. フレーベル館, 2001.11
- 『乳児保育』 (新・保育講座) 阿部和子共編. ミネルヴァ書房, 2002.2
- 『保育実習』 (新・保育講座) 大嶋恭二共編. ミネルヴァ書房, 2002.6
- 『よくわかる2009年4月施行保育所保育指針』 (ひかりのくに保育ポケット新書) 増田まゆみ,普光院亜紀共著. 2008.10
- 『保育所保育指針ハンドブック ポイント&実践サポート 2008年告示版』 (ラポムブックス)監修. 学習研究社, 2008.12
- 『ここが変わった!新保育所保育指針改定のポイントと解説』監修. チャイルド本社, 2008.8
- 『保育を創る8つのキーワード 「平成20年改定」保育所保育指針解説』網野武博,増田まゆみ共編著. フレーベル館, 2008.8
- 『子どもと人間関係 人とのかかわりの育ち 新訂』 (新保育内容シリーズ) 大場牧夫, 民秋言 共著. 萌文書林, 2008.9
- 『保育者論』企画, 阿部和子,梅田優子,久富陽子, 前原寛 著. 萌文書林, 2012.4

翻訳
- アーサー・トマス・ジャーシルド『ジャーシルドの児童心理学』大場幸夫 [等]訳. 家政教育社, 1972